# Gornji Grabovac
Graboc i Epërm en albanais et Gornji Grabovac en serbe latin (en serbe cyrillique : Горњи Грабовац) est une localité du Kosovo située dans la commune/municipalité d'Obiliq/Obilić, district de Pristina (Kosovo) ou district de Kosovo (Serbie). Selon le recensement kosovar de 2011, elle compte 341 habitants, tous albanais.

## Démographie

### Évolution historique de la population dans la localité
| 1948 | 1953 | 1961 | 1971 | 1981 | 1991 | 2011 |
| ---- | ---- | ---- | ---- | ---- | ---- | ---- |
| 264  | 282  | 356  | 442  | 554  | 766  | 341  |

|  |